# 31838 Angelarob
31838 Angelarob este o planetă minoră (asteroid), cu un diametru de 3,544 km, din centura de asteroizi. A fost descoperită pe 2 februarie 2000 la Experimental Test Site⁠(d) de Lincoln Near-Earth Asteroid Research. 
Obiectul prezintă o orbită caracterizată de o semiaxă mare de 2,3971068 UAi, o excentricitate de 0,12, o înclinație de 5,80379 ° în raport cu ecliptica.